# Tour d’Indonesia
Die Tour d’Indonesia (dt. Indonesien-Rundfahrt) ist ein indonesisches Straßenradrennen.
Die Tour d’Indonesia ist ein Etappenrennen, das bis 1990 ausgetragen wurde und 2004 wieder zum Leben erweckt wurde. Hauptsponsor ist die Zigarettenmarke Dji Sam Soe. Die Rundfahrt findet jährlich gegen Ende der Radsportsaison statt. Sie ist ein Teil der UCI Asia Tour und ist in die Kategorie 2.2 eingestuft. Die Tour wurde im Jahr 2007 und in den Jahren 2012 bis 2017 nicht ausgetragen.
2018 wurde die Rundfahrt wieder ausgetragen über fünf Etappen und war bei der UCI in der Kategorie 2.1 eingestuft.

## Sieger (seit 2004)
- 2019  Thomas Lebas
- 2018  Ariya Phounsavath
- 2012–2017 keine Austragung
- 2011  Eric Sheppard
- 2010  Herwin Jaya
- 2009  Mehdi Sohrabi
- 2008  Ghader Mizbani
- 2007 keine Austragung
- 2006  David McCann
- 2005  Hossein Askari
- 2004  Nathan Dahlberg

(Quelle:)